# Reiteralm
Reiteralm è una stazione sciistica austriaca che fa parte del comprensorio di Schladming–Dachstein; assieme a Hochwurzen, Planai e Hauser Kaibling costituisce la 4-Berge-Skischaukel. Si estende nel comune di Schladming, in Stiria, sul versante nord del Gasslhöhe; è attrezzata con 15 impianti di risalita e raggiunge quota 1.741 m s.l.m. A partire dal 2004 ha ospitato diverse competizioni di sci alpino (gare di Coppa del Mondo, di Coppa Europa e FIS).